# Az ítélet: család
Az ítélet: család amerikai vígjátéksorozat, amelyet Mitchell Hurwitz alkotott a FOX Broadcasting Company részére. A műsor a Bluth-ok, a korábban gazdag, diszfunkcionális család életéről szól, dokumentarista formában, gyakran kézi kamerával filmezve, narrációval, archívnak álcázott felvételekkel és fotókkal. Ron Howard a sorozat executive producere és a narrátora, bár a nevét nem tüntették fel a stáblistán. Habár a sorozat Newport Beach-en és a Balboa-szigeten játszódik, a jelenetek többségét Culver Cityben és Marina del Rey-en forgatták. 2003 és 2006 között 3 évadot készítettek el és adtak le, a negyedik évadot 2013 májusában mutatják be Amerikában.
A sorozat 2003. november 2-i indulása óta 6 Emmy-díjat és egy Golden Globe-ot nyert, a kritikusok kedvelték, és az évek elteltével kult-sorozattá vált. Fan-weboldalai születtek, a Time magazin beválasztotta minden idők 100 legjobb sorozatai közé. A jó kritikák ellenére Az ítélet: család sosem hozott kimagasló nézettséget. A FOX az utolsó négy részt egy blokkban adta le pont a 2006-os téli olimpia megnyitójával egy időben, 2006. február 10-én. 2011-ben a Netflix átvette a sorozatot, így 2013-ban bemutatták a negyedik évadot, majd 2018-2019-ben két részletben az ötödiket.

## Előkészítés
A sorozat előkészületei 2002 nyarán kezdődtek el. Eredetileg Ron Howard ötlete volt a show, egy kézikamerás reality stílusú sorozat, de egy bonyolult, erősen komikus történettel, amit sokáig javítgattak volna. Howard találkozott David Nevins producerrel, az Imagine Entertainment elnökével, Katie O'Connell alelnökkel és két íróval, köztük Mitchell Hurvitz-al. A közelmúltbeli hatalmas pénzügyi botrányok, mint az Enron Corporation és az Adelphia hatására Hurwitz állt elő a gazdag család összeomlásának ötletével. Howard-nak és az Imagine-nek tetszett az ötlet és Hurwitz-ot megbízták a sorozat megírására. Az ötlet megvásárlásra került 2002 őszén. Hurwitz a következő hónapokban megírta a történetet, kitalálta a szereplőket. A pilot epizód 2003 januárjában lett kész, és márciusban le is forgatták. Áprilisban elfogadták, és májusban bekerült a FOX őszi műsorszórási programjába.

## Szereplők
Az ítélet: család fő története a Bluth család körül forog. A show középpontjában a rokonszenves Michael Bluth (Jason Bateman) [magyar hangja: Czvetkó Sándor], aki mindig igyekszik helyesen cselekedni és összetartani a családot, akik mohósága, pénzközpontúsága, önzősége és manipulatív viselkedése ebben állandóan próbálja megakadályozni. A tinédzser fia, George Michael Bluth (Michael Cera) is képes pozitív értékeket felmutatni, de nem hiszi, hogy igazán meg tud felelni apja elvárásainak. Mindig apja terveit követi, bár gyakran nem ért egyet vele.
Michael apja, George Bluth (Jeffrey Tambor) [magyar hangja: Varga T. József] a család feje, aki akármilyen messzire is elmegy, hogy irányítsa és manipulálja a családját. Felesége, Lucille (Jessica Walter) is van annyira manipulatív, mint férje. Messzemenőkig kritikus, pénzközpontú és rendszerint részeg. Hatalma leginkább legifjabb fián, Byron „Buster” Bluth-on (Tony Hale)[magyar hangja: Bartucz Attila] mutatkozik ki, aki az anyja uralkodásvágyának és óvásának eredménye. Buster teljesen antiszociális és gyakran törnek rá pánikrohamok.
Michael idősebb testvérét GOB-ot, Will Arnett [magyar hangja: Fekete Zoltán] játssza. A neve a George Oscar Bluth II kezdőbetűiből jön ki, és habár "Dzsób"-nak kell ejteni a bibliai Jób mintájára, gyakran helytelenül "Gáb"-nak ejtik. Gob egy sikertelen bűvész, akinek trükkjei és üzleti lépései általában kudarcba fulladnak. Egy Segway-t használ közlekedésre és amikor áll, akkor gyakran tévesztik össze pulpitussal. Gob-ot az apja rendszeresen arra használja, hogy aláássa és ellenőrizze Michael befolyását a családi cégnél. Michael ikertestvére Lindsay Fünke (Portia de Rossi) [magyar hangja: Kiss Virág] is rendkívül pénzközpontú, szeret a figyelem középpontjában lenni és gyakran támogat különféle szociális vagy környezetvédelmi érdekeket, ám lelkesedése általában egy hét múlva alábbhagy. Férje, Tobias Fünke (David Cross)[magyar hangja: Galbenisz Thomas] egy eltiltott pszichológus, aki színész akar lenni és gyakran középpontja különböző pajzán-erotikus szóvicceknek. Állítása szerint egy „sosepucér” nevű mentális betegségben szenved és mondatai alapján sokan melegnek hiszik. Lányuk, Mae „Maeby” Fünke (Alia Shawkat) szeretne egy kis figyelmet a szüleitől és pontosan az ellentéte unokatestvérének, George Michael-nek (lógás a suliból, csalás a házi feladatnál és pénzlopás a családi fagyasztott banán bódéból). A lázadó tinilány cselekedeteinek fő mozgatója, hogy mindig ellenszegüljön szülei akaratának.
Sok más kisebb szereplő is feltűnik a sorozatban. Idősebb George egypetéjű ikertestvére Oscar (Jeffrey Tambor) egy letargikus exhippi aki George feleségére, Lucille-re hajt. A család ügyvédje, Barry Zuckerkorn (Henry Winkler) egy szexuálisan deviáns tehetségtelen ügyvéd, aki mindent kiszámláz, de nem sokat segít a család jogi ügyeiben. később leváltják a kimondhatatlan nevű Bob Loblaw-ra (Scott Baio). Lucille Austero-t vagy „Lucille 2”-t Liza Minnelli alakítja, aki Lucille legjobb barátja és közösségi riválisa, Buster majd később Gob barátnője. Steve Holt (Justin Grant Wade) futballsztár és (harmadjára) végzős a gimnáziumban, ahová Maeby és George Michael jár, azzal hívja fel a figyelmet, hogy gyakran hangosan elkiabálja a nevét, miközben az ökleit a levegőbe emeli. Később kiderül, hogy ő Gob fia. Carl Weathers saját magát figurázza ki, mint egy munkanélküli, spórolós és önimádó színész. A második évadtól jelenik meg Ann Veal (Mae Whitman), George Michael mélyen keresztény barátnője, akit gyakran elfelejt Michael. Ann-t először Alessandra Toreson játssza a „Let 'Em Eat Cake” című első évadbeli részben. J. Walter Weatherman (Steve Ryan) az egykarú öreg dolgozója volt idősebb George-nak. Weatherman általában visszaemlékezésben szerepel, amikor idősebb George felbéreli őt, hogy miközben „újra elveszti a karját” megleckéztesse Michael-t, Gob-ot, Buster-t és Lindsay-t, mint például „Mindig hagyj üzenetet”, „Ne kiabálj”, „Ne hagyj nyitva az ablakot, ha megy a légkondicionáló”. A brit mentálisan retardált fiatalt (Mr F), Ritát Charlize Theron alakítja öt részben a harmadik évadban, mint Michael barátnője. Michael nem tudott mentális állapotáról, csak rögtön a tervezett esküvő előtt szerzett róla tudomást.

### Casting
A casting nagy része abból állt, hogy olyan embereket találjanak akik hihetőek családnak. Alia Shawkat volt az első akit felvettek. Michael Cera-t, Tony Hale-t és Jessica Walter-t videófelvétel alapján vették fel és úgy repültek a FOX-hoz meghallgatásra. Jason Bateman és Portia de Rossi szintén meghallgatáson és olvasópróbán vettek részt, onnan lettek kiválasztva. Gob alakítóját volt a legizgalmasabb megtalálni. Amikor Will Arnett szerepelt a meghallgatáson, másféleképpen játszotta a karaktert, mint ahogyan eredetileg ki lett találva és ezek után lett felvéve. Tobias és idősebb George eredetileg mellékszereplő lett volna, de David Cross és Jeffrey Tambor alakítása annyira illett a többiekhez, hogy végül főszerepet kaptak. Az executive producer Ron Howard lett a pilot epizód narrátora, de a hangja annyira illett az összefonódott történethez, hogy megtartották. Howard adta a stábhoz „Lucille 2”-t, mivel a show írói azzal álltak elő, hogy Liza Minnelli lenne a legideálisabb eljátszani Lucille Ostero-t. Végül Ron Howard győzte meg a színésznőt, hogy fogadja el a szerepet. Minnelli és Howard régi barátok, tinédzser korában Ő volt Ron bébiszittere is. [forrás?]

## Sorozat történet
|  | Alább Az ítélet: család cselekményének részletei következnek! |

### Első évad
Idősebb George Bluth, a Bluth család feje, a Bluth vállalat alapítója és irányítója, főleg lakóparkok építésével foglalkoznak, sok más tevékenység mellett. Idősebb George-ot a Tőzsde és Értékpapír-felügyelet letartóztatja, mert sikkasztott és a vállalat pénzét használta „saját költségeire.” Felesége, Lucille Bluth lesz a vállalat irányítója és rögtön kinevezi Buster-t a cég vezetőjének, ám teljesen alkalmatlannak bizonyul, hiszen gyakran törnek rá pánikrohamok, és gazdasági tudását kimeríti a XVIII. századi agrárgazdaságtan. Miután rájönnek, hogy szakértőre van szükség, a család megkéri egyetlen lányukat Lindsay-t, győzze meg ikertestvérét, Michael-t a cég vezetői posztjának elvállalásáról. Annak érdekében, hogy egyben tartsa a családot, Michael megkéri húgát és családját, hogy költözzenek be ők is a modell házba. (Eközben fia, George Michael rájön, hogy teljesen belezúgott unokatestvérébe, Maeby-be.)
Az első évad folyamán a szereplők igyekeznek megváltozni. Buster ki akar lépni anyja kontrollja alól, ezért udvarolni kezd Lucille Austero-nak.
George Michael próbál megszabadulni unokahúga iránt érzett tiltott szerelmétől, mialatt azon fáradozik, hogy megfeleljen apja elvárásainak.
Lindsay férje, Tobias miután elveszti praktizálási engedélyét, elhatározza, hogy színész lesz, Carl Weathers tanítványaként.
Michael beleszeret idősebb testvére, Gob barátnőjébe, Marta-ba és nem tud dönteni, hogy ő vagy a család-e az első. Miután Gob és Michael összeverekszik Marta-n, Ő rájön, hogy mégsem ugyanazokat a családi értékeket tartják szem előtt, ezért szakít mindkettejükkel.
Hogy megleckéztesse Buster-t, Lucille örökbe fogad egy koreai fiút, akit 'Annyong'-nak szólítanak tévedésből, pedig az a 'Hello-t' jelenti koreaiul.
Gob megismer egy nőt, akivel csak egy egyéjszakás kalandot kíván folytatni, de az este folyamán sorozatos fogadásokba bonyolódnak, melynek során végül Gob emeli a tétet, és feleségül veszi. Nevét sosem tudja meg.
A szereplőt Will Arnett felesége, Amy Pohler alakítja.
Kitty Sanchez, idősebb George korábbi titkárnője továbbra is fenntartja szeretői viszonyát volt főnökével, és nem hajlandó jelenlegi felettesének, Michael-nek engedelmeskedni. Többszöri veszekedések és fenyegetések után végül bizonyítékokat próbál ellopni a családi yacht-ról, de szerencsétlenségére Gob éppen akkor robbantja fel a hajót egy bűvésztrükk keretein belül.
| „                                        | Ez illúzió, Michael. Egy trükk az amit egy kurva csinál pénzért! | ” |
| – George Oscar "GOB" Bluth, pilot epizód |                                                                  |   |

Egy sikertelen szökési kísérlet után a magánzárkában idősebb George hirtelen istenfélő zsidó emberré változik. Egy hazugságvizsgálóval történő kihallgatás során szívrohamot színlel, majd kórházba kerülése után Mexikóba szökik. Az évad végére az is kiderül, hogy a cég valószínűleg elkövetett egy „kis” hazaárulást, miután lakóparkot épített Irakban, Szaddám Huszeinnel szerződve.

### Második évad
Apja szökése után Michael úgy dönt, hogy otthagyja a családot és a céget, majd elindul Phoenix-be George Michael-el. Lucille kinevezi Gob-ot a cég vezetőjének, de hamar bebizonyítja, hogy alkalmatlan a feladatra. Idősebb George ikertestvére Oscar beköltözik Lucille-hoz, hogy felmelegítse korábbi szerelmi viszonyukat. Idősebb George miután lefizeti a rendőröket, megrendezi saját halálát Mexikóban és hazatér a modellház padlására. Eközben Buster belép a seregbe, de megússza az Irakba vezénylést amikor egy nyakkendős fóka leharapja a kezét. Az állat azután támadta meg Buster-t, hogy megízlelte egy emlős vérét, miután megette Gob mutatványának a macskáját, amiért Gob szabadon engedte. Buster jól kijön a nagybátyjával, akiről az sejlik, hogy ő Buster biológiai apja. George Michael kapcsolatot kezd egy mélyen vallásos, katolikus lánnyal, Ann Veal-el. Apja nem kedveli barátnőjét, mert úgy érzi, hogy nála sokkal jobbat is kifoghatna fia. A lányt nevét is rendszeresen elfelejti. Az évad végén George Michael újra esélyt lát az unokatestvérével való kapcsolatra, mikor az összeroskadó házban elesnek és csókolóznak.
Eközben Maeby filmproducer lesz, Tobias pedig az évad nagy részét kékre festve, a Blue Man Group ügyeleteseként tölti el, mivel reménykedik abban, hogy végre behívják egy előadásra. Miután Lindsay kirúgja a családi házból, egy brit házvezetőnőnek, 'Mrs. Featherbottom'-nak kiadva magát munkába áll, hogy együtt lehessen a családjával, és egyben bizonyítsa feleségének színészi tehetségét. Ötletét a Mrs. Doubtfire című filmből meríti, és természetesen az egész család tudja, hogy valójában Tobias a házvezetőnőjük. Kitty megzsarolja idősebb George-ot, aki nem enged csábításának. Ezért el is rabolja, és Lucille-tól követeli férje letétbe helyezett spermáját, amit egy ivóverseny keretein belül próbál tőle elnyerni. Eközben Gob és Michael kiszabadítják apjukat. Később feleségével folytatott viszonyát megbosszulni akarva George elkábítja bátyját, majd leborotválja a haját, mielőtt feladná magát a rendőrségen. Így Oscar kerül börtönbe, ő pedig elmenekül.

### Harmadik évad
A harmadik évadban Michael újra eltűnt apját keresi. Gob-ot meghívják egy apja/fia egyesítő bulira, amiről azt hiszi, hogy idősebb George akar vele kapcsolatba lépni. Kiderül, hogy Gob-ot Steve Holt hívta meg az újraegyesítésre, aki Eve Holt fia, akivel a gimi alatt járt Gob. Eközben George Michael és Maeby úgy próbálja megoldani a csókjuk utáni kellemetlenséget, hogy elkerülik egymást.
Azért, hogy titokban maradjon, idősebb George belép a Blue Man Group-ba. Michael rájön erre és elintézi, hogy apja házi őrizetben legyen. Idősebb George azt állítja, hogy britek ültették fel, ezért Michael elmegy Kis-Britanniába, egy képzeletbeli angol stílusú városrészbe, hogy kiderítse igazat mondott-e apja. Itt ismerkedik meg Rita Leeds-el (Charlize Theron), aki komolyan megindítja Michael szívét. A közönség és Michael is azt hiszi, hogy Rita a brit befektetők kémje, akit „Mr. F”-nek hívnak. Michael megkéri Rita kezét és a pár elutazik, mert hamar túl akarnak esni az esküvőn. A „Mr. F” című rész végén derül ki, hogy az Mr. F valójában „mentálisan retardált fiatalt” jelent. Mentális állapotának tudatában a család bele akarja erőltetni Michael-t az esküvőbe, mivel kiderül, hogy Rita gazdag és a pénzét akarják. Michael nem megy bele ebbe és udvariasan szakít Ritával, pont mielőtt kimondanak az igent. Eközben Tobias és Lindsay válóperes ügyvédet keres a csődbe ment házasságuk miatt, így találkoznak Bob Loblaw-val (Scott Baio).
Tobias és Lindsay zaklatásai miatt Bob Loblaw úgy dönt nem képviseli őket a válóperben. jan Eagleman felajánlja, hogy segíti a családot jogi ügyeinek intézésében, ennek eredményeként részt vesznek egy új tárgyalótermi valóságshow-ban, amit Judge Reinhold vezet. (Judge, mint keresztnév, de ugyanakkor bírót is jelent.) A kitalált műsor zenei fellépője „William Hung” és bíróság hangja". Michael egy illegális fenyegetést használ Wayne Jarvis-tól, hogy megnyerje az eljátszott ügyet. Gob és Franklin is megjelenik egy másik tárgyalótermi valóságshow-ban, amit Bud Cort vezet. Eközben Maeby és Geroge Michael eljátsszák az esküvőjüket egy kórházban az Alzheimer-eseknek, de véletlenül egy igazi pap előtt, így törvényesen is házasok lesznek.
A család tagjai megijednek a tanúskodás miatt, ezért Buster kómát színlel, Lindsay és Lucille elutazik, miközben helyettük a nevükben mások egy rehab klinikára jelentkeznek be, Gob pedig Irakba repül. Természetesen ezeket a vád megtudja és Gob-ot letartóztatják Irakban egy Amerika-ellenes tüntetés miatt. Buster és Michael Irakba megy, hogy megmentsék Gob-ot, eközben rájönnek, hogy idősebb George mini-palotákat építtetett Szaddám Huszein részére, amire közvetve a CIA kérte fel. Miután ezek kiderülnek a kormány ejti a vádakat idősebb George ellen.
Végül, hogy megünnepeljék sikerüket, a Bluth család partyt szervez a részvényeseknek a RMS Queen Mary-n. Az előkészületek alatt kiderül, hogy Lindsay-t adoptálták, ami azt jelenti, hogy George Michael és Maeby nem vérrokonok. A bulin a másik örökbe fogadott Bluth gyerek, Annyong újra megjelenik és bosszút forral, mivel a Bluth család anno ellopta nagyapja fagyasztott banán ötletét, amiért őt kiutasították az országból. Annyong az elmúlt időkben bizonyítékokat gyűjtött Lucille ellen. Ezeket a bizonyítékokat a rendőrségnek adva akar bosszút állni a családon. Mielőtt a rendőrök megérkeznek a hajóra Michael és George Michael elutazik Gob yachtján, a „C-Word”-ön Cabo-ba félmillió dollár készpénzzel, így végül magukra hagyják a családot. Az epilógusban kiderül, hogy idősebb George is a hajón volt, miután felültette a testvérét, Oscar-t. Végül pedig Maeby megpróbálja eladni a család történetének televíziós jogait Ron Howard-nak, aki szerint inkább filmet kéne forgatni belőle.
Miután kiderült, hogy a FOX lehet, hogy törli a sorozatot, 2006 első részeiben ezt folyamatosan megemlítik. Így például, hogy a HBO vagy a Showtime csatorna átveszi a műsort. A részben feltűnik, minden ami miatt a sorozat nézettségileg bukott, úgy mint túl bonyolult történet, amit nehéz követni, utalások amit kívülállók nem érthetnek és szereplők, akik nem voltak szimpatikusak.

### Negyedik évad
A negyedik évadban 14 rész kerül bemutatásra a Netflix-en.
Az eredeti elképzelés szerint ezen részek tetszőleges sorrendben is nézhetőek lettek volna, végül mégis arra kérték a rajongókat hogy sorban nézzék őket.
A részek a szereplők elmúlt éveit mutatják be egészen napjainkig, ahol az egész évadon átfutó történet a tetőpontjára ér.
Minden rész egy adott karakterre koncentrál.
|  | Itt a vége a cselekmény részletezésének! |

## Epizódok
| Évad | Évad | Epizódok | Epizódok          | Eredeti sugárzás     | Eredeti sugárzás  | Eredeti adó |
| Évad | Évad | Epizódok | Epizódok          | Évadpremier          | Évadfinálé        | Eredeti adó |
| ---- | ---- | -------- | ----------------- | -------------------- | ----------------- | ----------- |
|      | 1    | 22       | 22                | 2003. november 2.    | 2004. június 6.   | Fox         |
|      | 2    | 18       | 18                | 2004. november 7.    | 2005. április 17. | Fox         |
|      | 3    | 13       | 13                | 2005. szeptember 19. | 2006. február 10. | Fox         |
|      | 4    | 37       | 15                | 2013. május 26.      | 2013. május 26.   |             |
| 22   | 4    | 37       | 2018. május 4.    | 2018. május 4.       |                   |             |
|      | 5    | 16       | 8                 | 2018. május 29.      | 2018. május 29.   |             |
| 8    | 5    | 16       | 2019. március 15. | 2019. március 15.    |                   |             |

## Zene

### Eredeti zenék
Az ukulele alapú főcímzenét David Schwartz írta, ugyanezt hallható Lindsay mobiljának csengőhangjaként, de sok más dal is szerepelt a sorozatban. A második és harmadik évadban Gob a bábujával, Franklin-el előadott duettje a "Nem könnyű fehérnek lenni" egy visszatérő poén. A dal Stevie Wonder és Paul McCartney Ebony and Ivory duettjének paródiája.
A "Free at Last" című dal, amit David Schwartz és Gabriel Mann írt és Mann adta elő Maxayn Lewisszal, akkor hallatszik amikor partik, tüntetések vagy egyéb rendezvények láthatók, amiben melegek, transzvesztiták vagy férfi stripperek szerepelnek. Egy visszatérő meleg transzvesztita a dal alatt mindig egy "Freedom"" táblát tart fel a magasba. A "Big Yellow Joint" című dal a Bluth banánstandról szól és pont úgy hangzik, mint Arlo Guthrie Alice's Restaurant című száma, és akkor hallatszik, ha Oscar - az öregedő hippi - drogjairól van szó a történetben.
Rövidebb dallamok is visszatérő poénok a sorozatban, úgy mint idősebb George vallási megvilágosodásakor egy duduk nevű fúvós hangszer dallamai. Mexikó megemlítésekor is már rögtön spanyol gitár riffeket hallani, a Balboa Bay Window említésére liftes zene szól. Komoly drámai szappanoperás dallamok hallhatók, és rögtön elhallatszanak, amikor Oscar arra tesz utalást, hogy Buster az Ő fia. A harmadik évadra visszatérő momentum, hogy az angol összeesküvéses történethez, a James Bond filmeket parodizáló "For British Eyes Only" című dal hallható.

### Egyéb zenék
Nikka Costa "Everybody Got Their Something" című dal hallható a pilot epizódban, ezt később Schwartz és Mann "I Get Up" című szerzeményével helyettesítették, ami kísértetiesen hasonlított az előbbire. A második részben Bachman-Turner Overdrive "Takin' Care of Business" dala hallható amikor leég a banánstand. Gob a Europe együttes 1986-os sikerszámát a The Final Countdown-t használja bűvészmutatványai közben, amikor Gob táncol és különböző helyekről tűzgolyók lövelnek ki. A dal Gob mobiljának csengőhangja is egyben. John Hiatt "Cry Love" című száma szerepel a negyedik részben, amikor Gob idősebb George-al elkapósat játszik a börtönben és leszúrják. Bryan Adams "Everything I Do, I Do it For You" dala hallható, amit Gob és Franklin énekelt fel Franklin új CD-jére Michael-nek. Vince Guaraldi "Christmas Time Is Here" dallamai hallhatók zongorán - a A Charlie Brown Christmas című film főtémája - amikor kellemetlen depresszív helyzetbe kerülnek a szereplők; eközben a szereplők általában Charlie Brown-féle szomorú lehajtott fejjel járnak.
Leroy "Gonna Get Together-e" hallható szexuálisan kényelmetlen, és erotikus helyzetekben, főként George Michael és Maeby közt, vagy Ann és George Michael közt. A Gypsy musicalből a "Rose's Turn" hallható amikor Lucille vagy Buster "elengedi magát" és lazítanak az első és a második évadban. Az "Ain't No Big Thing" dal hallható amikor George Michael megkapja az "előrészt", amit az Ádám teremtése című kép élő változatában kell viselnie. Ashford és Simpson "Solid-ját" használja Gob a Bluth Vállalat egyik reklámjához. A Starland Vocal "Afternoon Delight-ja" fő témája a második évad egy-két részének, főleg annak aminek a neve is ez. Amikor Gob bemutatja Franklin-t, fekete bábut, funky zene hallatszik.

## Visszajelzések

### Bírósági per a cím miatt
2003 novemberében a show producereit beperelte az Arrested Development hiphopegyüttes, a sorozat neve miatt. Speech rapper az együttesből mondta, hogy a producerek 10 000 dollárt ajánlottak és, hogy a FOX bemondói is azt hitték először, hogy az együttes koncertje lesz látható, amikor az új műsort bejelentették. Az incidens is kiparodizálásra került a sorozatban, a "The Sword of Destiny" című részben Tony Wonder (Ben Stiller) bűvész mondja, hogy ki kellett cserélni az új DVD-jének címét "valami banda" miatt, így lett Use Your Illusion-ból, Use Your Illusion II amikor majd megjelenik. A "Motherboy XXX" című részben a narrátor megemlíti, hogy ne tévesszék őket össze a "Motherboy" együttessel.

### Nézettségek
A sorozat, habár a kritikusok imádták, nem ért el kimagasló nézettséget. A Nielsen Médiafigyelő szerint a második évad körülbelül 6 millió nézőt vonzott, ezután a harmadik már csak négy milliót. Azért, hogy a Family Guy-t reklámozza a második évadot négy résszel megvágta és így tizennyolc részes lett. Habár a pletykák szerint ez a műsor végét is jelentette a FOX azt mondta, hogy a gyenge nézettség ellenére bízik a sorozatban és a show nem érne el jó eredményeket a tavaszi műsorválasztási időszakban. Az írók ebből is viccet csináltak a "Sword of Destiny" című részben, amit 2005 márciusában adtak le: a rész elején Michael azért panaszkodik, mert lemondtak a rendelésből, így a tervezendő és megépítendő 22 házból csak 18-ra van igény. Ebben a részben a FOX-ot is kiparodizálják, amikor a weboldalán felugró ablakokban megjelenik a Family Guy reklámja.
A harmadik évadra, a FOX áttette a sorozatot pont a Hétfő esti Football-al egyidőben. Emiatt a nézettség még az előző évadoknál is rosszabb lett. 2005. november 9-én a FOX bejelentette, hogy novemberben nem ad részeket a sorozatból, és a tervezett 22 rész helyett 13 kerül leforgatásra. A FOX az utolsó négy részt egyszerre adta le egy két órás blokkban a 2006-os Téli Olimpia megnyitójával egy időben. Emiatt lett a sorozat utolsó részének nézettsége csupán 3,3 millió ember.

### Kritikusi vélemények
Mióta elindult a sorozat, rengeteg pozitív visszajelzést kapott a kritikusoktól.
"Is it beating a dead horse to once again state that this underappreciated gem is the best sitcom on TV? Too bad. 'Arrested Development' is the best sitcom on TV!"
– Tim Stack, Entertainment Weekly, 2005. október 14., 133. oldal
"If you're not watching this series on Fox, the least you can do is buy it on DVD. You'll love it, and it's such a dense show (in the best sense of the word) that it rewards repeated viewing. Like Scrubs and the British version of The Office, it's the sort of show that truly deserves to be seen uninterrupted, several episodes at a time, for maximum enjoyment. The laughs-per-minute quotient here is insanely high, making it great value as a home library purchase."
– David Bianculli, New York Daily News, 2005. október 12.
"As Hollywood agents worry about the demise of the town's lowing cash cow, the multi-camera, staged sitcom, here to save the day is Arrested Development, a farce of such blazing wit and originality, that it must surely usher in a new era in comedy."
– Alison Powell, The Guardian (UK), 2005. március 12.
"This lampoon about a wealthy American family trying to survive while its patriarch is in jail for fraud is one of the funniest shows on telly."
– Marc McEvoy, The Age (Ausztrália), 2005. október 17.
"As oddball as Arrested is, it's also humane. A flawless cast — from Will Arnett's breathy, bombastic Gob to Jessica Walter's boozy Lucille — grounds it, aided by Ron Howard's affable narration. Of course, the center of sensibility is good son Michael (Jason Bateman) and his even better son, George Michael (Michael Cera). Bateman and Cera give the best reacts around — the former all weary exasperation, the latter adorably bunny-stunned. Together, they're the sweetest, awkwardest straight men on the smartest, most shockingly funny series on TV...which is likely canceled, despite six Emmy wins. It's a perversion not even the Bluths deserve."
– Gillian Flynn, Entertainment Weekly, 2005 legjobbjai kiadásban "Az ítélet:család" a legjobb sorozat 2005-ben

### Díjak és jelölések
Az első évadért a sorozat 5 Emmy-díj-at nyert 2004-ben, többek közt "Legjobb vígjátéksorozat", "Legjobb rendezés vígjátéksorozatban", "Legjobb Casting vígjátéksorozathoz" és "Legjobb forgatókönyv vígjátéksorozatban", mind a pilot epizódért, amit Mitchell Hurvitz írt és Joe és Anthony Russo testvérpár rendezett. 2005-ben a második évadban 11 jelölést kapott a sorozat hét kategóriában, amiből egyet nyert meg ("Legjobb forgatókönyv vígjátéksorozatban" az évadzáró "Righteous Brothers" című rész miatt, amit Mitchell Hurvitz és Jim Valley írt.) A rövid harmadik évadért 2006-ban négy jelölést kapott a műsor, köztük a Legjobb vígjátéksorozat, Legjobb mellékszereplő vígjátéksorozatban (Will Arnett, mint Gob), Legjobb Single-Camera vágás vígjátéksorozatban az "Ocean Walker" című részért és Legjobb Forgatókönyv az utolsó részért. A sorozat bekerült a Time Magazine Minden idők 100 legjobb sorozata közé.
További díjak:
- 2004-ben a TV Land Awards díja, a "Future Classic". A díjátadó az amerikai első évad DVD-jén megjelent.
- 2004-ben a Television Critics Association díjai, a "Legjobb vígjáték" és "Legjobb új program", 2005-ben szintén díjazták a sorozatot.(Outstanding Achievement in Comedy)
- 2005-ben Golden Globe-díj Jason Bateman-nak, "Legjobb férfiszereplő sorozatban - Musical vagy vígjáték".
- 2004-ben Writers Guild of America díja a legjobb forgatókönyvért az első évad "Pier Pressure" című részért, amit Mitchell Hurvitz és Jim Valley írt.
- 2004-ben az első évadért Golden Satellite Award "Legjobb televíziós sorozat, vígjáték-musical", és színészi teljesítményükért mellékszerepben Jeffrey Tambor és Jessica Walter kapott díjat. 2005-ben, a második évadért Jason Bateman és Portia de Rossi kapott díjat, mint legjobb főszereplők, Jason Bateman ugyanezt megkapta a harmadik évadért is.
- 2005-ben Young Artist Award Maeby Fünke szerepéért Alia Shawkat-nak.

### Sorozat vége
Miután hónapok óta beszélték, hogy a Showtime kábel televízió csatorna átveszi a műsort, a San Fransisco Chronicle 2006. március 28-án bejelentette, hogy Mitch Hurvitz nem tér vissza a sorozatba. Showtime bejelentette, hogy Hurvitz nélkül nem viszik tovább a műsort. Az ítélet: család itt ért véget az alkotók és rajongók szemében. Hurvitz nyilatkozta: "Olyan sokáig csináltam, amennyire tudtam, mint egy sorozatot. Elmeséltem a történetet, amit akartam és úgy éreztem elért ahhoz a ponthoz, ahol vége kell legyen és tovább lépjünk." Azt mondta, hogy aggódott amiatt, hogy a sorozat nem érné el a kívánt színvonalat, ezért nem akarta hagyni, hogy tovább forgassák. Ugyanitt elmondta, hogy "ha van rá mód, hogy folytassuk, nem mint egy heti sorozatot, akkor ő benne van".

## Program információ
Az első évad 2003. november 2-án indult a FOX-on. A műsor adásideje sokszor változott, remélték, hogy nagyobb nézettséget érhetnek el. Három évad és 53 rész került sugárzásra. Az utolsó négy részt egymás után egy 2 órás különkiadásban vetítették 2006. február 10-én 8-10-ig, a 2006-os téli olimpia megnyitójával egy időben.
Magyarországon a Comedy Central vetíti a sorozatot késő esténként és hétvégén.

## DVD kiadás
A DVD-t Amerikában kiadták, Magyarországon még nem jelent meg és egyelőre nem is tervezik a kiadást.

## Vendégszereplők
| Visszatérő szereplők - Scott Baio – mint "Bob Loblaw" - Michael Bartel – mint a fiatal "Michael Bluth" - John Beard – mint önmaga - Ed Begley, Jr. – mint "Stan Sitwell" - Zach Braff – mint "Phillip Litt" - Michael Paul Chan – mint "Lionel Ping bíró" - Mo Collins – mint "Starla" - Rob Corddry – mint "Moses Taylor" - Jim Cramer – mint önmaga - Julia Louis-Dreyfus – mint "Maggie Lizer" - Bob Einstein – mint "Larry Middleman" - Jeff Garlin – mint "Mort Meyers" - Judy Greer – mint "Kitty Sanchez" - B.W. Gonzalez – mint "Lupe" - Stacey Grenrock-Woods – mint "Trisha Thoon" - Charlie Hartsock – mint Bluth Company alkalmazott "Ted" - John Michael Higgins – mint "Wayne Jarvis" - Jay Johnston – mint "Taylor rendőr" - Justin Lee – mint az adoptált koreai "Annyong Bluth" - James Lipton – mint "Warden Stefan Gentles" - Jane Lynch – mint "Cindi Lightballoon" - Bronwen Masters – mint "Adelaide nővér" - Liza Minnelli – mint "Lucille Austero" - Jerry Minor – mint "Carter rendőr" - Patrice O'neal – mint "T-Bone" - Sam Pancake – mint "James Alan Spangler" - Amy Poehler – mint "G.O.B. felesége" - David Reynolds – mint "White Power Bill" - Ian Roberts – mint "Dr. Fishman" - Steve Ryan – mint "J. Walter Weatherman" - Ben Stiller – mint "Tony Wonder" - Christine Taylor – mint "Sally Sitwell" - Charlize Theron – mint "Rita Leeds" - Dave Thomas – mint "Trevor (nagybácsi)" - Leonor Varela, Patricia Velasquez – mint "Marta Estrella" - Justin Grant Wade – mint "Steve Holt" - Carl Weathers – mint önmaga - Mae Whitman – mint "Ann Veal" - Henry Winkler – mint "Barry Zuckerkorn" - Malik Yoba – mint fejvadász/partiszerviz "Jég" - Abraham Higginbotham – mint Gary az irodai mindenes | Vendégszereplők - Dave Attell – mint önmaga a "Motherboy XXX-ban" - Justine Bateman – mint "Nellie" a "Family Ties-ban" - Brian Baumgartner – mint a fegyverboltos a "Burning Love-ban" - Richard Belzer – mint önmaga "S.O.B.s" és mint Detective John Munch az "Exit Strategy-ban" - Dan Castellaneta – mint "Dr. Frank Stein" a "Sword of Destiny-ben" - Marc Cherry – mint önmaga a "Righteous Brothers-ban" (Cameo) - Gary Cole – mint Richard Shaw az "Exit Strategy-ban" - Bud Cort – mint önmaga a "Fakin' It-ban" - Heather Graham – mint "Beth Baerly" a "Shock and Aww-ban" - Harry Hamlin – mint önmaga a "For British Eyes Only-ban" - Ed Helms – mint "James" a "The One Where Michael Leaves-ban" - Michael Hitchcock – mint Ira Gilligan a "Best Man for the Gob-ban" - Clint Howard – mint "Johnny Bark" a "Key Decisions-ben" - Ron Howard – mint önmaga a "Development Arrested-ben" (cameo) - Rob Huebel – mint "Dave Williams" a "The Righteous Brothers-ben" - William Hung – mint önmaga a"Fakin' It-ben" - Thomas Jane – mint önmaga a"The One Where They Build a House-ban" - Jamie Kennedy – mint önmaga a "Notapusy-ban" - John Larroquette – mint önmaga a "S.O.B.s-ban" - Kevin McDonald – mint "Detective Steudler" a "Not Without My Daughter-ben" - Ron Michaelson – mint önmaga a "The Immaculate Election-ban" - Martin Mull – mint "Gene Parmesan" az "¡Amigos!-ban" - Frankie Muniz – mint önmaga a "Mr. F-ben" - Bob Odenkirk – mint "Dr. Gunty" a "Visiting Ours-ban" - Eduardo Palomo – mint önmaga a "Key Decisions-ban", a Premios Desi műsorvezetője. - Phil Proctor – mint "Reverend Robert Patterson" a "Notapusy-ban" - Judge Reinhold – mint önmaga a "Fakin' It-ben" - Andy Richter – mint önmaga és négy kitalált ikertestvére a "S.O.B.s-ban" - Rob Riggle – mint "John Van Huesen képviselő" a "Fakin' It-ben" - Craig Robinson – mint biztonsági őr a "Switch Hitter-ben" - Andy Samberg – mint a színpadi ügyeletes a "The Righteous Brothers-ben" - Martin Short – mint "Jack nagybácsi" a "Ready, Aim, Marry Me-ben" - J. K. Simmons – mint "Anderson tábornok" a "Switch Hitter-ben" - Richard Simmons – mint önmaga a "Bringing Up Buster-ben" - Ione Skye – mint "Mrs. Veal" a "Meat the Veals-ben" - Alan Tudyk – mint "Veal atya" a "Meat the Veals-ben" - Dick Van Patten – mint "Cal Cullen" a "Spring Breakout-ban" - Phyllis Smith – mint "Carla" a "The Immaculate Election-ban" |

## Mozifilm
Pletykák az egész estés filmről a sorozat utolsó része után keltek életre.
2008. február 1-jén Jason Bateman bejelentette, hogy Mitchell Hurvitz és az executive producer/narrátor Ron Howard megtették az első lépéseket a mozifilm felé. Áprilisban Jeffrey Tambor és Bateman bejelentette, hogy benne vannak a folytatásban és az egész szereplőgárda igent mondott a filmre. Az ítélet: család mozifilm jelenleg előkészítési fázisban van, a forgatókönyvet írják. Tervek szerint Ron Howard lesz a rendező,